# CTA-102
CTA-102, обозначаемый также 2230+114 (QSR B2230+114) и J2232+1143 (QSO J2232+1143) — квазар, расположенный в созвездии Пегас.

## Общие сведения
Объект CTA 102 открыт в начале 1960-х годов исследователями Калифорнийского технологического института как мощный радиоисточник. В разные годы для его изучения привлекался значительный спектр научного инструментария, в том числе WMAP и GALEX, АДУ-1000. CTA 102 был также идентифицирован как источник гамма-излучения.

## История исследований
В 1964 году астроном Н. С. Кардашёв опубликовал работу, ставшую первым советским вкладом в поиск внеземного разума (SETI). В ней он рассчитал спектр возможного искусственного радиоисточника (передатчика внеземной цивилизации), исходя из оптимального распределения энергии передатчика с целью обеспечить максимальную скорость передачи информации по каналу с шумом. Оказалось, что такой спектр существенно отличается от типичного спектра естественных радиоисточников. Изучив доступные на тот момент наблюдаемые данные, Николай Кардашёв выделил два объекта с подходящими спектрами. Это СТА-21 и СТА-102, имевшие, кстати, очень малые угловые размеры, что также соответствовало критерию искусственности. Для проверки гипотезы искусственного происхождения он предложил исследовать, не является ли поток радиоизлучения от этих источников переменным. Дело в том, что известные в то время радиоисточники никакой переменностью не обладали.
Проверка переменности осуществлялась сотрудником Государственного астрономического института имени П. К. Штернберга Г. Б. Шоломицким, занимавшимся радиоастрономическими наблюдениями на АДУ-1000 — антеннах Центра дальней космической связи СССР в Евпатории.
Наблюдения проводились на частоте 920 МГц в течение нескольких месяцев в 1964—1965 годах. Измерялась величина потока источников СТА-21 и СТА-102 по отношению к эталонному источнику ЗС-48. Все возможные источники ошибок тщательно исследовались и учитывались. Радиоисточник СТА-21 не показал никакой переменности, а у источника СТА-102 было обнаружено изменение потока с периодом 102 суток, случайно совпавшее с номером самого объекта.
В институте имени П. К. Штернберга прошёл ряд дискуссий на тему открытия периодичности СТА-102, на одной из которых присутствовал корреспондент ТАСС А. Мидлер, занимавшийся научной журналистикой. Репортаж А. Мидлера о якобы сигналах инопланетной цивилизации, переданный по каналам ТАСС в День космонавтики 12 апреля 1965 г., вызвал сенсацию во всем мире.
Однако вскоре работы, проведённые Паломарской обсерваторией, доказали, что CTA-102 является природным объектом — квазаром.
Интересна дальнейшая судьба этого открытия переменности СТА-102. Рядом обсерваторий были исследованы переменности квазизвёздных радиоисточников (квазаров), в том числе и СТА-102. Работы действительно обнаружили фундаментальное явление — переменность радиоизлучения квазаров. Тем не менее переменность самого СТА-102 не выявилась. Однако в 1972 году переменность радиоизлучения СТА-102 была вновь замечена канадским радиоастрономом Дж. Ханстедом, а затем подтверждена и другими исследователями. В связи с этим высказано предположение о временном характере переменности СТА-102, то есть чередовании периодов переменности и стабильности.